# Windows Driver Kit
De Windows Driver Kit (WDK) een software-toolkit van Microsoft waarmee het mogelijk is om stuurprogramma's te maken voor hardware dat in combinatie met Windows-versies wordt gebruikt. De WDK bestaat uit documentatie, voorbeelden, werkomgevingen en diverse hulpmiddelen voor het maken van drivers.

## Geschiedenis
Eerder stond WDK bekend onder de naam Windows Driver Development Kit (DDK) en ondersteunde het Windows Driver Model. De naam is veranderd toen Microsoft Windows Vista uitbracht en daarbij diverse andere hulpmiddelen bij de toolkit leverde:
- Windows Driver Foundation (WDF)
- Installable File System-kit (IFS)
- Driver Test Manager (DTM)

Later werd de naam van DTM veranderd naar Windows Logo Kit (WLK) en maakte het geen deel meer uit van de Windows Driver Kit.